# Episodi di Dalziel and Pascoe (dodicesima stagione)
Lista degli episodi della dodicesima stagione della serie televisiva Dalziel and Pascoe.
| N° | Titolo originale                 | Titolo italiano | Prima TV UK    | Prima TV Italia |
| -- | -------------------------------- | --------------- | -------------- | --------------- |
| 1  | Demons on Our Shoulders - Part 1 |                 | 6 maggio 2007  |                 |
| 2  | Demons on Our Shoulders - Part 2 |                 | 7 maggio 2007  |                 |
| 3  | Project Aphrodite - Part 1       |                 | 14 giugno 2007 |                 |
| 4  | Project Aphrodite - Part 2       |                 | 15 giugno 2007 |                 |
| 5  | Under Dark Stars - Part 1        |                 | 21 giugno 2007 |                 |
| 6  | Under Dark Stars - Part 2        |                 | 22 giugno 2007 |                 |